# 税郭镇
税郭镇，是中华人民共和国山東省枣庄市市中区下辖的一个乡镇级行政单位。

## 行政区划
税郭镇下辖以下地区：
西南村、沙沟村、宋湖村、师山口村、上义和村、中义和村、东北村、三屯村、鲁王桥村、下泥河村、冯庄村、王庄村、大辛庄村、纪官庄村、胡庄村、东南村、南安城村、冶钢埠村、牛角村、长汪村和桃园村。